# Mogortché
Mogortché (en macédonien Могорче) est un village de l'ouest de la Macédoine du Nord, situé dans la municipalité de Debar. Le village comptait 1794 habitants en 2002.

## Démographie
Lors du recensement de 2002, le village comptait :
- Macédoniens : 1 408
- Turcs : 376
- Albanais : 1
- Roms : 1
- Bosniaques : 1
- Autres : 7